# 1752 az irodalomban

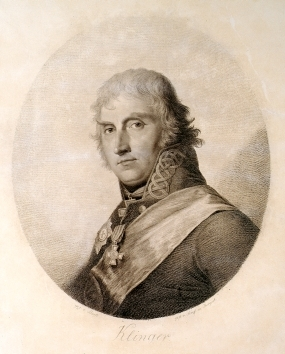
Friedrich Maximilian von Klinger

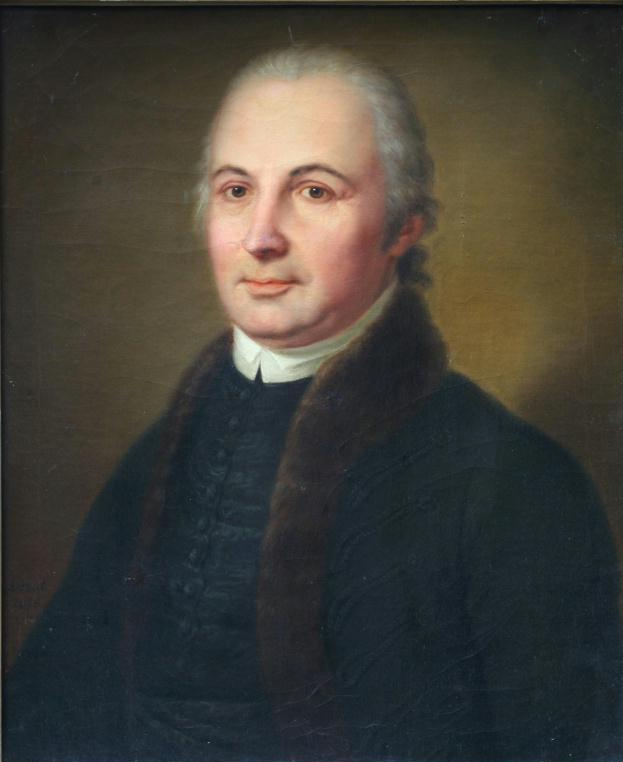
Virág Benedek

Az 1752. év az irodalomban.

## Megjelent új művek
- Voltaire: Micromégas

## Születések
- január 2. – Franciszek Zabłocki lengyel költő, szatirikus vígjátékok írója († 1821)
- február 17. – Friedrich Maximilian Klinger német író, drámaíró; egyik drámájáról nevezték el az irodalomtörténetben a Sturm und Drang irányzatot († 1831)
- október 16. – Adolf Knigge német író († 1796)
- november 20. – Thomas Chatterton fiatalon elhunyt angol költő, akit zseniális hamisítványai tettek híressé († 1770)
- 1752 – Szacsvay Sándor magyar újságíró, lapszerkesztő. Nevéhez fűződik az ironikus és kritikus hangvételű, szatirikus publicisztika meghonosítása († 1815)
- 1752 körül – Virág Benedek költő, műfordító, történetíró, a magyar ódaköltészet első mestere († 1830)

## Halálozások
- szeptember 22. – Apor Péter történetíró, főispán (* 1676)